# Olympische Sommerspiele 2016/Teilnehmer (Iran)
| Gelbes Symbol für Goldmedaillen mit stilisierten Olympischen Ringen | Graues Symbol für Silbermedaillen mit stilisierten Olympischen Ringen | Braundes Symbol für Bronzemedaillen mit stilisierten Olympischen Ringen |
| ------------------------------------------------------------------- | --------------------------------------------------------------------- | ----------------------------------------------------------------------- |
| 3                                                                   | 1                                                                     | 4                                                                       |

Der Iran nahm an den Olympischen Spielen 2016 in Rio de Janeiro teil. Es war die insgesamt 17. Teilnahme an Olympischen Sommerspielen. Das National Olympic Committee of the Islamic Republic of Iran nominierte 64 Athleten in 15 Sportarten.
Fahnenträgerin bei der Eröffnungsfeier war die Bogenschützin Zahra Nemati.

## Teilnehmer nach Sportarten

### Bogenschießen
| Athleten     | Wettbewerb | Qualifikation | Qualifikation | 1. Runde       | 1. Runde      | 2. Runde      | 2. Runde      | Achtelfinale  | Achtelfinale  | Viertelfinale | Viertelfinale | Halbfinale    | Halbfinale    | Finale        | Finale        | Rang |
| Athleten     | Wettbewerb | Ringe         | Rang          | Gegner         | Ergebnis      | Gegner        | Ergebnis      | Gegner        | Ergebnis      | Gegner        | Ergebnis      | Gegner        | Ergebnis      | Gegner        | Ergebnis      | Rang |
| ------------ | ---------- | ------------- | ------------- | -------------- | ------------- | ------------- | ------------- | ------------- | ------------- | ------------- | ------------- | ------------- | ------------- | ------------- | ------------- | ---- |
| Frauen       |            |               |               |                |               |               |               |               |               |               |               |               |               |               |               |      |
| Zahra Nemati | Einzel     | 609           | 49            | Inna Stepanowa | 2–6 (101:110) | ausgeschieden | ausgeschieden | ausgeschieden | ausgeschieden | ausgeschieden | ausgeschieden | ausgeschieden | ausgeschieden | ausgeschieden | ausgeschieden | 33   |

### Boxen
| Athleten         | Wettbewerb                  | 1. Runde         | 1. Runde | Achtelfinale  | Achtelfinale  | Viertelfinale | Viertelfinale | Halbfinale    | Halbfinale    | Finale        | Finale        | Rang          |
| Athleten         | Wettbewerb                  | Gegner           | Ergebnis | Gegner        | Ergebnis      | Gegner        | Ergebnis      | Gegner        | Ergebnis      | Gegner        | Ergebnis      | Rang          |
| ---------------- | --------------------------- | ---------------- | -------- | ------------- | ------------- | ------------- | ------------- | ------------- | ------------- | ------------- | ------------- | ------------- |
| Männer           |                             |                  |          |               |               |               |               |               |               |               |               |               |
| Ehsan Rouzbahani | Halbschwergewicht bis 81 kg | Peter Müllenberg | 0:3      | ausgeschieden | ausgeschieden | ausgeschieden | ausgeschieden | ausgeschieden | ausgeschieden | ausgeschieden | ausgeschieden | ausgeschieden |

### Fechten
| Athleten        | Wettbewerb   | 1. Runde       | 1. Runde | 2. Runde | 2. Runde | Achtelfinale  | Achtelfinale  | Viertelfinale   | Viertelfinale | Halbfinale / Klassifikation | Halbfinale / Klassifikation | Finale / Platzierung | Finale / Platzierung | Rang          |
| Athleten        | Wettbewerb   | Gegner         | Ergebnis | Gegner   | Ergebnis | Gegner        | Ergebnis      | Gegner          | Ergebnis      | Gegner                      | Ergebnis                    | Gegner               | Ergebnis             | Rang          |
| --------------- | ------------ | -------------- | -------- | -------- | -------- | ------------- | ------------- | --------------- | ------------- | --------------------------- | --------------------------- | -------------------- | -------------------- | ------------- |
| Männer          |              |                |          |          |          |               |               |                 |               |                             |                             |                      |                      |               |
| Mojtaba Abedini | Säbel Einzel | Andrij Jahodka | 15:9     | –        | –        | Gu Bon-gil    | 15:12         | Vincent Anstett | 15:13         | Daryl Homer                 | 14:15                       | Kim Jung-hwan        | 8:15                 | 4             |
| Ali Pakdaman    | Säbel Einzel | Matyas Szabo   | 11:15    | –        | –        | ausgeschieden | ausgeschieden | ausgeschieden   | ausgeschieden | ausgeschieden               | ausgeschieden               | ausgeschieden        | ausgeschieden        | ausgeschieden |

### Gewichtheben
| Athleten                | Wettbewerb         | Reißen  | Reißen | Stoßen        | Stoßen        | Zweikampf     | Zweikampf     | Rang          |
| Athleten                | Wettbewerb         | Gewicht | Rang   | Gewicht       | Rang          | Gewicht       | Rang          | Rang          |
| ----------------------- | ------------------ | ------- | ------ | ------------- | ------------- | ------------- | ------------- | ------------- |
| Männer                  |                    |         |        |               |               |               |               |               |
| Kianoush Rostami        | Klasse bis 85 kg   | 179 kg  | 1      | 217 kg (OR)   | 1             | 396 kg (WR)   | 1             | Gold          |
| Ali Hashemi             | Klasse bis 94 kg   | 173 kg  | 7      | 210 kg        | 7             | 383 kg        | 7             | 7             |
| Sohrab Moradi           | Klasse bis 94 kg   | 182 kg  | 1      | 221 kg        | 1             | 403 kg        | 1             | Gold          |
| Mohammad Reza Barari    | Klasse bis 105 kg  | 186 kg  | 6      | 220 kg        | 6             | 406 kg        | 6             | 6             |
| Behdad Salimikordasiabi | Klasse über 105 kg | 216 kg  | 1      | nicht beendet | nicht beendet | ausgeschieden | ausgeschieden | ausgeschieden |

### Judo
| Athleten      | Wettbewerb | 1. Runde        | 1. Runde    | 2. Runde      | 2. Runde      | Viertelfinale | Viertelfinale | Halbfinale / Trostrunde | Halbfinale / Trostrunde | Finale / Platz 3 | Finale / Platz 3 | Rang |
| Athleten      | Wettbewerb | Gegner          | Ergebnis    | Gegner        | Ergebnis      | Gegner        | Ergebnis      | Gegner                  | Ergebnis                | Gegner           | Ergebnis         | Rang |
| ------------- | ---------- | --------------- | ----------- | ------------- | ------------- | ------------- | ------------- | ----------------------- | ----------------------- | ---------------- | ---------------- | ---- |
| Männer        |            |                 |             |               |               |               |               |                         |                         |                  |                  |      |
| Saeid Mollaei | bis 81 kg  | C. Chalmursajew | 000s3:000s2 | ausgeschieden | ausgeschieden | ausgeschieden | ausgeschieden | ausgeschieden           | ausgeschieden           | ausgeschieden    | ausgeschieden    | 17   |
| Javad Mahjoub | bis 100 kg | T. Nikiforov    | 000s2:100s1 | ausgeschieden | ausgeschieden | ausgeschieden | ausgeschieden | ausgeschieden           | ausgeschieden           | ausgeschieden    | ausgeschieden    | 17   |

### Kanu

#### Kanurennsport
| Athleten       | Wettbewerb | Vorlauf  | Vorlauf | Halbfinale | Halbfinale | Finale        | Finale        | Rang          |
| Athleten       | Wettbewerb | Zeit     | Rang    | Zeit       | Rang       | Zeit          | Rang          | Rang          |
| -------------- | ---------- | -------- | ------- | ---------- | ---------- | ------------- | ------------- | ------------- |
| Männer         |            |          |         |            |            |               |               |               |
| Adel Mojallali | C-1 200 m  | 41,650 s | 4       | 42,386 s   | 6          | ausgeschieden | ausgeschieden | ausgeschieden |

### Leichtathletik
Laufen und Gehen 
| Athleten              | Wettbewerb  | Runde 1 | Runde 1 | Halbfinale    | Halbfinale    | Finale        | Finale        | Rang |
| Athleten              | Wettbewerb  | Zeit    | Rang    | Zeit          | Rang          | Zeit          | Rang          | Rang |
| --------------------- | ----------- | ------- | ------- | ------------- | ------------- | ------------- | ------------- | ---- |
| Männer                |             |         |         |               |               |               |               |      |
| Reza Ghasemi          | 100 m       | 10,47 s | 58      | ausgeschieden | ausgeschieden | ausgeschieden | ausgeschieden | 58   |
| Hassan Taftian        | 100 m       | 10,17 s | 17      | 10,23 s       | 22            | ausgeschieden | ausgeschieden | 22   |
| Mohammad Jafar Moradi | Marathon    | –       | –       | –             | –             | 2:31:58 h     | 129           | 129  |
| Hamid Reza Zouravand  | 20 km Gehen | –       | –       | –             | –             | 1:27:45 h     | 54            | 54   |

 Springen und Werfen 
| Athleten           | Wettbewerb  | Qualifikation | Qualifikation | Finale        | Finale        | Rang |
| Athleten           | Wettbewerb  | Weite/Höhe    | Rang          | Weite/Höhe    | Rang          | Rang |
| ------------------ | ----------- | ------------- | ------------- | ------------- | ------------- | ---- |
| Frauen             |             |               |               |               |               |      |
| Leila Rajabi       | Kugelstoßen | 16,34 m       | 32            | ausgeschieden | ausgeschieden | 32   |
| Männer             |             |               |               |               |               |      |
| Mohammad Arzandeh  | Weitsprung  | 7,31 m        | 29            | ausgeschieden | ausgeschieden | 29   |
| Ehsan Hadadi       | Diskuswurf  | 60,15 m       | 24            | ausgeschieden | ausgeschieden | 24   |
| Mahmoud Samimi     | Diskuswurf  | 56,94 m       | 30            | ausgeschieden | ausgeschieden | 30   |
| Pezhman Ghalehnoei | Hammerwurf  | 69,15 m       | 28            | ausgeschieden | ausgeschieden | 28   |
| Kaveh Mousavi      | Hammerwurf  | 65,03 m       | 29            | ausgeschieden | ausgeschieden | 29   |

### Radsport

#### Straße
| Athleten            | Wettbewerb       | Zeit          | Rang          |
| ------------------- | ---------------- | ------------- | ------------- |
| Männer              |                  |               |               |
| Ghader Mizbani      | Straßenrennen    | nicht beendet | nicht beendet |
| Arvin Moazzemi      | Straßenrennen    | nicht beendet | nicht beendet |
| Mirsamad Pourseyedi | Straßenrennen    | nicht beendet | nicht beendet |
| Ghader Mizbani      | Einzelzeitfahren | 1:21:39,45 h  | 31            |

### Ringen
| Athleten                         | Wettbewerb        | 1. Runde             | 1. Runde | Achtelfinale          | Achtelfinale  | Viertelfinale      | Viertelfinale | Halbfinale           | Halbfinale    | Hoffnungsrunde Viertelfinale | Hoffnungsrunde Viertelfinale | Hoffnungsrunde Halbfinale | Hoffnungsrunde Halbfinale | Hoffnungsrunde Finale | Hoffnungsrunde Finale | Finale         | Finale        | Rang   |
| Athleten                         | Wettbewerb        | Gegner               | Ergebnis | Gegner                | Ergebnis      | Gegner             | Ergebnis      | Gegner               | Ergebnis      | Gegner                       | Ergebnis                     | Gegner                    | Ergebnis                  | Gegner                | Ergebnis              | Gegner         | Ergebnis      | Rang   |
| -------------------------------- | ----------------- | -------------------- | -------- | --------------------- | ------------- | ------------------ | ------------- | -------------------- | ------------- | ---------------------------- | ---------------------------- | ------------------------- | ------------------------- | --------------------- | --------------------- | -------------- | ------------- | ------ |
| Freistil Männer                  |                   |                      |          |                       |               |                    |               |                      |               |                              |                              |                           |                           |                       |                       |                |               |        |
| Hassan Rahimi                    | Klasse bis 57 kg  | Freilos              | Freilos  | Garnik Mnazakanjan    | 4:0           | Wiktor Lebedew     | 3:1           | Rei Higuchi          | 1:3           | Freilos                      | Freilos                      | Freilos                   | Freilos                   | Yowlys Bronne         | 5:0                   | ausgeschieden  | ausgeschieden | Bronze |
| Meisam Nassiri                   | Klasse bis 65 kg  | Borislaw Nowatschkow | 1:3      | ausgeschieden         | ausgeschieden | ausgeschieden      | ausgeschieden | ausgeschieden        | ausgeschieden | ausgeschieden                | ausgeschieden                | ausgeschieden             | ausgeschieden             | ausgeschieden         | ausgeschieden         | ausgeschieden  | ausgeschieden | 15     |
| Hassan Yazdani                   | Klasse bis 74 kg  | Freilos              | Freilos  | Asnage Castelly       | 4:0           | Soner Demirtaş     | 3:0           | Galymzhan Usserbayev | 4:0           | –                            | –                            | –                         | –                         | –                     | –                     | Aniuar Gedujew | 3:1           | Gold   |
| Alireza Karimi                   | Klasse bis 86 kg  | Mohamed Saadaoui     | 3:0      | Michail Ganew         | 3:1           | J’den Cox          | 1:3           | ausgeschieden        | ausgeschieden | ausgeschieden                | ausgeschieden                | ausgeschieden             | ausgeschieden             | ausgeschieden         | ausgeschieden         | ausgeschieden  | ausgeschieden | 7      |
| Reza Yazdani                     | Klasse bis 97 kg  | İbrahim Bölükbaşı    | 4:0      | Xetaq Qozyumov        | 1:3           | ausgeschieden      | ausgeschieden | ausgeschieden        | ausgeschieden | Radosław Baran               | 3:1                          | Magomev Ibragimov         | 0:5                       | ausgeschieden         | ausgeschieden         | ausgeschieden  | ausgeschieden | 7      |
| Komeil Ghasemi                   | Klasse bis 125 kg | Korey Jarvis         | 3:1      | Diaaeldin Kamal       | 3:0           | Geno Petriaschwili | 3:1           | Tervel Dlagnev       | 4:0           | –                            | –                            | –                         | –                         | –                     | –                     | Taha Akgül     | 1:3           | Silber |
| griechisch-römischer Stil Männer |                   |                      |          |                       |               |                    |               |                      |               |                              |                              |                           |                           |                       |                       |                |               |        |
| Hamid Soryan Reihanpour          | Klasse bis 59 kg  | Shinobu Ōta          | 1:3      | ausgeschieden         | ausgeschieden | ausgeschieden      | ausgeschieden | ausgeschieden        | ausgeschieden | Almat Kebispajew             | 0:5                          | ausgeschieden             | ausgeschieden             | ausgeschieden         | ausgeschieden         | ausgeschieden  | ausgeschieden | 11     |
| Omid Haji Noroozi                | Klasse bis 66 kg  | Freilos              | Freilos  | Wuileixis Rivas       | 3:1           | Shmagi Bolkvadze   | 0:3           | ausgeschieden        | ausgeschieden | ausgeschieden                | ausgeschieden                | ausgeschieden             | ausgeschieden             | ausgeschieden         | ausgeschieden         | ausgeschieden  | ausgeschieden | 10     |
| Saeid Mourad Abdvali             | Klasse bis 75 kg  | Freilos              | Freilos  | Mark Overgaard Madsen | 1:3           | ausgeschieden      | ausgeschieden | ausgeschieden        | ausgeschieden | Freilos                      | Freilos                      | Viktor Nemeš              | 3:1                       | Péter Bácsi           | 3:1                   | ausgeschieden  | ausgeschieden | Bronze |
| Habibollah Akhlaghi              | Klasse bis 85 kg  | Zakarias Berg        | 4:0      | Davit Chakvetadze     | 0:5           | ausgeschieden      | ausgeschieden | ausgeschieden        | ausgeschieden | Saman Tahmasebi              | 3:1                          | Denis Kudla               | 1:3                       | ausgeschieden         | ausgeschieden         | ausgeschieden  | ausgeschieden | 7      |
| Ghasem Rezaei                    | Klasse bis 98 kg  | Freilos              | Freilos  | Luillys Pérez         | 4:0           | Yasmany Lugo       | 0:3           | ausgeschieden        | ausgeschieden | ausgeschieden                | ausgeschieden                | Xiao Di                   | 3:0                       | Fredrik Schön         | 3:1                   | ausgeschieden  | ausgeschieden | Bronze |
| Bashir Asgari Babajanzadeh       | Klasse bis 130 kg | Freilos              | Freilos  | Meng Qiang            | 3:1           | Eduard Popp        | 1:3           | ausgeschieden        | ausgeschieden | ausgeschieden                | ausgeschieden                | ausgeschieden             | ausgeschieden             | ausgeschieden         | ausgeschieden         | ausgeschieden  | ausgeschieden | 10     |

### Rudern
| Athleten    | Wettbewerb | Vorlauf     | Vorlauf | Vorlauf       | Hoffnungslauf | Hoffnungslauf | Hoffnungslauf | Viertelfinale | Viertelfinale | Viertelfinale | Halbfinale  | Halbfinale | Halbfinale    | Finale      | Finale | Rang |
| Athleten    | Wettbewerb | Zeit        | Platz   | Qualifikation | Zeit          | Platz         | Qualifikation | Zeit          | Platz         | Qualifikation | Zeit        | Platz      | Qualifikation | Zeit        | Platz  | Rang |
| ----------- | ---------- | ----------- | ------- | ------------- | ------------- | ------------- | ------------- | ------------- | ------------- | ------------- | ----------- | ---------- | ------------- | ----------- | ------ | ---- |
| Frauen      |            |             |         |               |               |               |               |               |               |               |             |            |               |             |        |      |
| Mahsa Javar | Einer      | 8:39,28 min | 4       | Hoffnungslauf | 8:06,57 min   | 3             | Halbfinale E  | –             | –             | –             | 8:45,54 min | 2          | E-Finale      | 8:43,34 min | 4      | 28   |

### Schießen
| Athleten               | Wettbewerb                               | Qualifikation   | Qualifikation | Finale          | Finale        | Ringe/ Scheiben | Rang |
| Athleten               | Wettbewerb                               | Ringe/ Scheiben | Rang          | Ringe/ Scheiben | Rang          | Ringe/ Scheiben | Rang |
| ---------------------- | ---------------------------------------- | --------------- | ------------- | --------------- | ------------- | --------------- | ---- |
| Frauen                 |                                          |                 |               |                 |               |                 |      |
| Golnoush Sebghatollahi | Luftpistole 10 Meter                     | 379             | 21            | ausgeschieden   | ausgeschieden | 379             | 21   |
| Golnoush Sebghatollahi | Sportpistole 25 Meter                    | 572             | 28            | ausgeschieden   | ausgeschieden | 572             | 28   |
| Elaheh Ahmadi          | Luftgewehr 10 Meter                      | 417,8           | 3             | 122,5           | 6             | 540,3           | 6    |
| Najmeh Khedmati        | Luftgewehr 10 Meter                      | 415,7           | 11            | ausgeschieden   | ausgeschieden | 415,7           | 11   |
| Mahlagha Jambozorg     | Kleinkaliber Dreistellungskampf 50 Meter | 574             | 27            | ausgeschieden   | ausgeschieden | 574             | 27   |
| Najmeh Khedmati        | Kleinkaliber Dreistellungskampf 50 Meter | 583             | 6             | 402,3           | 8             | 985,3           | 8    |
| Männer                 |                                          |                 |               |                 |               |                 |      |
| Pouria Norouzian       | Luftgewehr 10 Meter                      | 622,2           | 22            | ausgeschieden   | ausgeschieden | 622,2           | 22   |
| Pouria Norouzian       | Kleinkaliber Dreistellungskampf 50 Meter | 1168            | 26            | ausgeschieden   | ausgeschieden | 1168            | 26   |

### Schwimmen
| Athleten        | Wettbewerb  | Vorlauf     | Vorlauf | Halbfinale    | Halbfinale    | Finale        | Finale        | Rang |
| Athleten        | Wettbewerb  | Zeit        | Rang    | Zeit          | Rang          | Zeit          | Rang          | Rang |
| --------------- | ----------- | ----------- | ------- | ------------- | ------------- | ------------- | ------------- | ---- |
| Männer          |             |             |         |               |               |               |               |      |
| Aria Nasimishad | 200 m Brust | 2:20,18 min | 39      | ausgeschieden | ausgeschieden | ausgeschieden | ausgeschieden | 39   |

### Taekwondo
| Athleten           | Wettbewerb        | Achtelfinale    | Achtelfinale | Viertelfinale | Viertelfinale | Hoffnungsrunde Halbfinale | Hoffnungsrunde Halbfinale | Halbfinale    | Halbfinale    | Hoffnungsrunde Finale | Hoffnungsrunde Finale | Finale        | Finale        | Rang          |
| Athleten           | Wettbewerb        | Gegner          | Ergebnis     | Gegner        | Ergebnis      | Gegner                    | Ergebnis                  | Gegner        | Ergebnis      | Gegner                | Ergebnis              | Gegner        | Ergebnis      | Rang          |
| ------------------ | ----------------- | --------------- | ------------ | ------------- | ------------- | ------------------------- | ------------------------- | ------------- | ------------- | --------------------- | --------------------- | ------------- | ------------- | ------------- |
| Frauen             |                   |                 |              |               |               |                           |                           |               |               |                       |                       |               |               |               |
| Kimia Alisadeh     | Klasse bis 57 kg  | Ana Zaninović   | 7:6          | Eva Calvo     | 7:8           | Phannapa Harnsujin        | 14:10                     | ausgeschieden | ausgeschieden | Nikita Glasnović      | 5:1                   | ausgeschieden | ausgeschieden | Bronze        |
| Männer             |                   |                 |              |               |               |                           |                           |               |               |                       |                       |               |               |               |
| Farzan Ashourzadeh | Klasse bis 58 kg  | Omar Hajjami    | 3:4          | ausgeschieden | ausgeschieden | ausgeschieden             | ausgeschieden             | ausgeschieden | ausgeschieden | ausgeschieden         | ausgeschieden         | ausgeschieden | ausgeschieden | ausgeschieden |
| Mehdi Khodabakhshi | Klasse bis 80 kg  | Miguel Ferrera  | 13:1         | Milad Beigi   | 5:17          | ausgeschieden             | ausgeschieden             | ausgeschieden | ausgeschieden | ausgeschieden         | ausgeschieden         | ausgeschieden | ausgeschieden | ausgeschieden |
| Sajjad Mardani     | Klasse über 80 kg | Pita Taufatofua | 16:1         | Mahama Cho    | 3:4           | ausgeschieden             | ausgeschieden             | ausgeschieden | ausgeschieden | ausgeschieden         | ausgeschieden         | ausgeschieden | ausgeschieden | ausgeschieden |

### Tischtennis
| Athleten        | Wettbewerb | Vorrunde  | Vorrunde | 1. Runde              | 1. Runde | 2. Runde      | 2. Runde      | 3. Runde      | 3. Runde      | Achtelfinale  | Achtelfinale  | Viertelfinale | Viertelfinale | Halbfinale    | Halbfinale    | Finale        | Finale        | Rang          |
| Athleten        | Wettbewerb | Gegner    | Ergebnis | Gegner                | Ergebnis | Gegner        | Ergebnis      | Gegner        | Ergebnis      | Gegner        | Ergebnis      | Gegner        | Ergebnis      | Gegner        | Ergebnis      | Gegner        | Ergebnis      | Rang          |
| --------------- | ---------- | --------- | -------- | --------------------- | -------- | ------------- | ------------- | ------------- | ------------- | ------------- | ------------- | ------------- | ------------- | ------------- | ------------- | ------------- | ------------- | ------------- |
| Frauen          |            |           |          |                       |          |               |               |               |               |               |               |               |               |               |               |               |               |               |
| Neda Shahsavari | Einzel     | Freilos   | Freilos  | Aljaksandra Prywalawa | 3:4      | ausgeschieden | ausgeschieden | ausgeschieden | ausgeschieden | ausgeschieden | ausgeschieden | ausgeschieden | ausgeschieden | ausgeschieden | ausgeschieden | ausgeschieden | ausgeschieden | ausgeschieden |
| Männer          |            |           |          |                       |          |               |               |               |               |               |               |               |               |               |               |               |               |               |
| Nima Alamian    | Einzel     | Kanak Jha | 4:1      | Ovidiu Ionescu        | 1:4      | ausgeschieden | ausgeschieden | ausgeschieden | ausgeschieden | ausgeschieden | ausgeschieden | ausgeschieden | ausgeschieden | ausgeschieden | ausgeschieden | ausgeschieden | ausgeschieden | ausgeschieden |
| Noshad Alamian  | Einzel     | Freilos   | Freilos  | Bojan Tokič           | 1:4      | ausgeschieden | ausgeschieden | ausgeschieden | ausgeschieden | ausgeschieden | ausgeschieden | ausgeschieden | ausgeschieden | ausgeschieden | ausgeschieden | ausgeschieden | ausgeschieden | ausgeschieden |

### Volleyball
| Wettbewerb    | Männer |
| ------------- | --- |
| Athleten      | Shahram Mahmoudi Milad Ebadipour Saeid Marouf Farhad Ghaemi Mohammad Mousavi Hamzeh Zarini Adel Gholami Amir Ghafour Mojtaba Mirzajanpour Mehdi Mahdavi Mostafa Sharifat Mehdi Marandi |
| Trainer       | Raúl Lozano () |
| Gruppenphase  | Argentinien (0:3) Polen (2:3) Kuba (3:0) Ägypten (3:0) Russland (0:3) |
| Viertelfinale | Italien (0:3) |
| Halbfinale    | ausgeschieden |
| Finale        | ausgeschieden |
| Platzierung   | 5. Platz |